# ムーンボールマジック
『ムーンボールマジック』（Moon Ball Magic）は、1988年7月12日よりDOGブランドから発売されたファミリーコンピュータ ディスクシステム用のピンボールゲーム。開発はシステムサコム。

## 概要
本作は書き換え専用ソフトの為、インデックスラベルが付属しないが、スクウェアの同ソフトの広告を切り取るタイプのインデックスラベルが2種類存在している。同じくDOGブランドから発売された書き換え専用ソフト、『亜空戦記ライジン』（1988年）も同様である。
システムサコムがPC-9800シリーズ用に出していた『ムーンボール』（1983年）と同じマーク・フリントによるプログラムだが、全くの別物になっている。

## スタッフ
- プログラム：マーク・フリント
- プロデュース：たかさきかずゆき
- シナリオ：たかさきかずゆき
- ゲーム・エフェクト：マーク・フリント、たかさきかずゆき、はなさきかつはる
- アート・ディレクション：たかさきかずゆき
- キャラクター・デザイン：牧野紀夫
- 音楽：佐藤浩一
- 効果音：桜井邦子
- アシスト：DOSUKOI HANASAKI、MANIA ITOKAWA、KUMIKO
- ディレクター：たかさきかずゆき
- エグゼクティブ・ディレクター：伊佐弘

## 評価
- ゲーム誌『ファミコン通信』の「クロスレビュー」では合計28点（満40点）となっている[2]。

- ゲーム誌『ファミリーコンピュータMagazine』の読者投票による「ゲーム通信簿」での評価は以下の通りとなっており、12.60点（満25点）となっている[3]。また、同雑誌1991年5月24日号特別付録の「ファミコンディスクカード オールカタログ」では、「本物のピンボールみたいに、台（ここでは画面）を揺らすことができ、なかなか雰囲気を出している」と紹介されている[3]。

| 項目 | キャラクタ | 音楽 | 操作性 | 熱中度 | お買得度 | オリジナリティ | 総合  |
| 得点 | 2.40       | 2.60 | 2.60   | 2.40   | -        | 2.60           | 12.60 |

- ゲーム誌『ユーゲー』では、「動き回る敵や、ありえない重力制御が『リアルでないからこそ』楽しめた作品」と評している[4]。